# 坎波雷东多
坎波雷东多，是西班牙卡斯蒂利亚-莱昂巴利亚多利德省的一个市镇。总面积18平方公里，2001年普查人口總數為204人，人口密度為每平方公里11人。